# 洛夫特斯路球場
洛夫特斯路球場是位於英格蘭大倫敦哈默史密斯-富勒姆區謝潑德叢林（Shepherd's Bush）的足球運動場，全坐席可容約20,000名觀眾，現時是女王公园巡游者足球俱乐部的主場球場。於2003至2004年當英超球會富咸的卡雲農舍球場關閉進行重建時，曾借用洛夫特斯路球場作為主場球場。

## 歷史
洛夫特斯路球場於1904年10月22日首次啟用時是供「謝潑德叢林足球會」（Shepherd's Bush F.C.）使用，這支業餘球隊其後於第一次世界大戰解散。昆士柏流浪在1917年遷進洛夫特斯路球場，其位於「皇家公園」（Park Royal）的舊主場於1915年被軍方徵用。當其時洛夫特斯路球場只是一片空地，設有一個觀眾席，1919年昆士柏流浪從舊主場拆卸一個看台，在洛夫特斯路球場重新拼合成為「埃勒斯利路看台」（Ellerslie Road stand），這個看台直到1968年仍然是球場內唯一有設有頂蓋的坐席，可容2,950名觀眾，於1972年才被取締。
1938年在洛夫特斯路（Loftus Road）一方興建一個全新有蓋可容6,000觀眾的階梯看台，使球場總容量達到30,000人，當時秏資7,000英鎊，其中1,500英鎊由球迷會資助，由時任勞工大臣的赫伯特·莫里森於10月29日對水晶宮時主持揭幕。當時有蓋部份的階梯看台已探用混凝土建造，其餘無頂蓋的看台亦於1945年改成混凝土看台。
1948年4月當昆士柏流浪贏得南區丙組聯賽冠軍升班乙組後，球會花費26,250英鎊收購洛夫特斯路球場連同位於洛夫特斯路及埃勒斯利路（Ellerslie Road）合共39幢房屋的業權，當球會在1950年代末期財政遭遇困難時，將所有房屋出售套現舒困。1953年10月5日首次設置汎光燈與在燈下進行友誼賽。1966年夏季建立較高的汎光燈燈塔取代舊有的設施。直到1981年夏季才裝設現今的汎光燈設施。
1968年夏季以15萬英鎊興建「南非路看台」（South Africa Road stand）取代舊有的露天階梯看台。1972年位於埃勒斯利路的新看台亦告落成，取代以前的鋅鐵屋頂大看台，於12月2日對牛津聯時首次開放啟用。而更衣室及辦公室同時搬遷到南非路（South Africa Road）。1974年4月27日對的賽事創下最高觀眾人數紀錄，有多達35,353名球迷進場觀戰。1980年夏季「學校看台」（School End）揭幕，一年後「洛夫看台」（The Loft）相繼落成，同時於「南非路看台」下層增建行政廂房。1981年夏季洛夫特斯路球場改舖人造草（Omniturf）草坪，是全英國職業足球首個人造草場，直到1988年4月才換回天然草。
除進行足球賽事外，巴里·麥圭根（Barry McGuigan）在洛夫特斯路球場成功擊敗尤西比奧·柏羅沙（Eusebio Pedroza）贏得WBA世界羽量級拳击冠軍腰帶。
1994年夏季洛夫特斯路球場將「洛夫看台」下方改為坐席後成為全坐席球場，主場球迷最後一場處身階梯立席是1994年4月16日對的賽事。

## 共用球場
由1996/97年至2001/02年球季期間，洛夫特斯路球場亦是「倫敦黃蜂」（London Wasps）的主場球場，當時基斯·胡禮（Chris Wright）透過「洛夫特斯路控股公司」（Loftus Road Holdings PLC）購入球隊，這間公司同時是昆士柏流浪的母公司，將這支联盟式橄榄球隊職業化，並由米德爾塞克斯（Middlesex）鄰近温布利的薩德伯里（Sudbury）遷移到洛夫特斯路球場，簽訂7年的長期共用球場協議。
2001/02年球季後「倫敦黃蜂」同意搬遷到的「亞當斯公園球場」（Adams Park），讓出空間供因主場卡雲農舍球場重建而暫時租用兩年的富咸。但「倫敦黃蜂」在新球場的成績出色，因此在富咸離開後亦沒有打算再返回洛夫特斯路球場。

## 國際賽
洛夫特斯路球場是首個不涉及英格蘭足球代表隊而舉辦國際友誼賽的「中立」球場，由於西倫敦居住大量澳洲及加勒比海人口，所以洛夫特斯路球場獲地利曾主辦牙買加及澳洲的「主場」賽事。2005年11月14日澳洲在這裡1-1賽和加納；三年後再在洛夫特斯路球場以2-2與南非打成平手。而南韓國家隊則以2-0擊敗科特迪瓦。
除此之外，在2004年作為「吉列三國欖球賽」（Gillette Tri-Nations）的競賽場地之一，澳洲國家欖球隊以32-16擊敗紐西蘭；在2005年同一項競賽，英國國家欖球隊以26-42負於紐西蘭。

## 結構

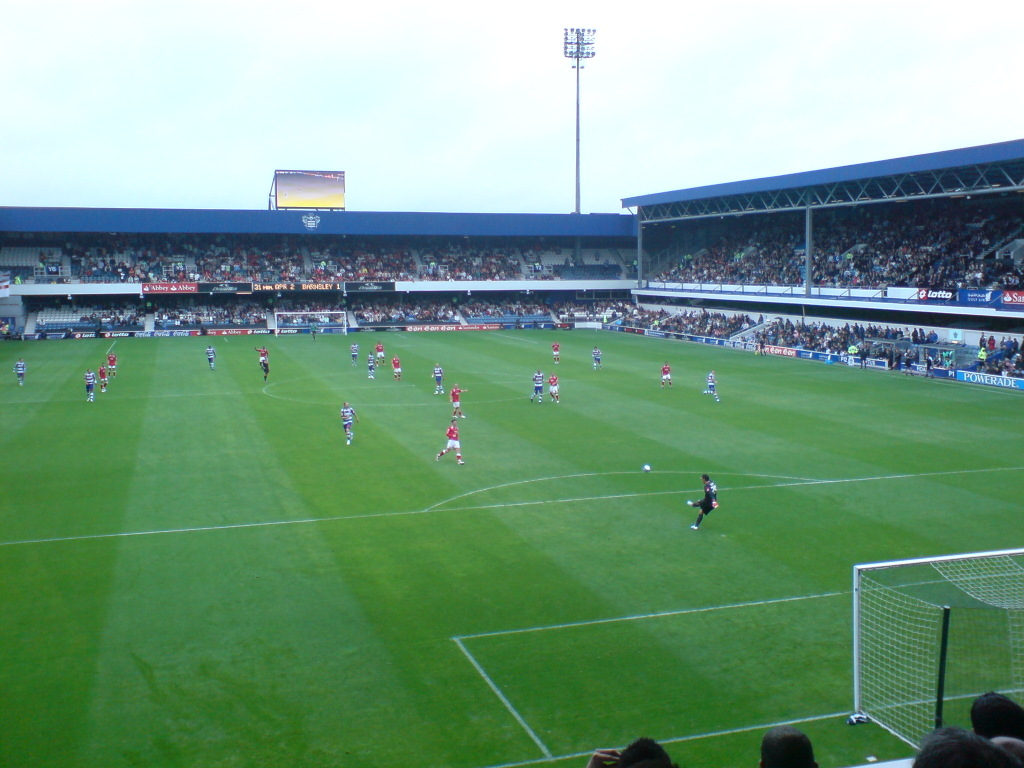
學校看台頂蓋設置大屏幕

洛夫特斯路球場由四面看台組成，高度大致相若，四角完全密封，觀眾與草坪的距離非常接近。

### 看台
南非路看台及圍欄
「南非路看台」（South Africa Road stand）是洛夫特斯路球場四個看台中最大的，看台為兩層結構，一列廂房分隔下層的「圍欄」（The Paddocks）及上層坐席，同時設有後備席、更衣室、球員通道、套房、辦公室、球會精品店、售票處及新聞發佈室。「圍欄」是整個球場票價最廉宜的區域，相反樓上則是最貴價，全新獨有的「W12」及「C Clubs」均設在這裡。
洛夫看台
「洛夫看台」（The Loft）是位於球門後方的兩層看台，傳統上是大部分會員及季票持有人的坐席，是場內票價第三貴的區域。昆士柏流浪一般會選擇在下半場向這方的球門進攻，相信會帶來好運。警方亦這個看台駐紮，而會員專用的「藍與白酒吧」（The Blue and White Bar）亦設在此。2008年夏季在上下層分隔的廣告板處加設一個彩色記分牌。
埃勒斯利路看台
「埃勒斯利路看台」（Ellerslie Road stand）在1972年重建，因贊助而不斷更換名稱，但昆士柏流浪的球迷一直沿用舊名稱。單層的高度是場內最矮的看台，但容量與聲浪均不是最小。這是唯一不是漆上藍白橫間的看台，它用白色打橫漆上昆士柏流浪的首字母縮略字"QPR"。它是著名的「R座」（R Block）所在地，聯同「洛夫看台」的「Q座」及「P座」是昆士柏流浪最忠心的支持者坐席，球場內最嘈吵的聲音由此發出，加上「洛夫看台」可稱聲勢浩大，由於看台的景觀及氣氛，是昆士柏流浪球迷至愛的坐席。看台票價是場內第二貴的區域，設有球賽評述室。
學校看台
在球場西面球門後方是「學校看台」（School End），看台的結構與「洛夫看台」相同。作客球迷獲安排上層坐席，如不足可在下層安排入座。2008年夏季在頂蓋加設巨型大屏幕，在球賽進行中播放精華片段及廣告。而在上下層分隔的廣告板處同樣設有彩色記分牌。

## 未來動向
昆士柏流浪一直堅持沒有遷移的計畫，在未有重置定案前會繼續投資改善洛夫特斯路球場的設施，但基於球場本身的規限，沒有可能大幅度增加球場的容量。

## 外部連結
- Queens Park Rangers' Website （页面存档备份，存于）
- Picture Gallery Loftus Road on londonfootballguide.com
- footballgroundguide.com:Queens Park Rangers